# Désiré Lamalle
Pour les articles homonymes, voir Lamalle.
Désiré de Lamalle, né à Liège le 3 novembre 1915 et mort à Mont-Godinne le 13 août 1996, est un homme politique belge et militant wallon.

## Biographie
Bourgmestre de Bleid (1955-1961), il fut aussi député de Neufchâteau-Virton de 1949 à 1961, année où il fut désigné comme Gouverneur de la Province de Luxembourg (1961-1965). Ayant craint que la Flandre n'aille vers le fédéralisme à la suite des réactions wallonnes violentes contre Léopold III, il est à la recherche d'une solution plus modérée et propose une autonomie renforcée des provinces qui seraient représentées à parité dans un Sénat transformé, une parité qui intéresse en particulier les provinces les moins peuplées comme celle qu'il dirigera. C'est cette solution qu'il défendra devant le Centre Harmel. Ensuite l'idée de fédéralisme provincial, tout en gardant des adhérents jusqu'à aujourd'hui ne sera plus défendue par des mouvements politiques d'un poids vraiment significatif. Ce type de solution aux problèmes belges avait été déjà défendu avant 1914 par des personnalités wallonnes plus radicales comme Paul Pastur. Il fut finalement contraint à la démission.
Il est inhumé au cimetière de Bas-Oha.